# Aleš Knížek
Aleš Knížek (* 14. srpna 1969 Praha) je český vojenský historik, od roku 2002 ředitel Vojenského historického ústavu.

## Život
Aleš Knížek vystudoval Vysokou vojenskou pedagogickou školu v Bratislavě v oboru Výchova a vzdělávání dospělých. Poté byl postgraduálním studentem na oboru Politologie a historie na Masarykově univerzitě v Brně. V roce 1994 nastoupil do Vojenského historického ústavu a roku 2002 se stal jeho ředitelem. Je zakladatel Vojenského technického muzea v Lešanech a autorem mnoha publikací a výstav pojednávajících o historii vojenství a vojenské techniky ve 20. století. V roce 2015 obdržel od prezidenta republiky Miloše Zemana státní vyznamenání – Medaile za zásluhy o stát I. stupně v oblasti vědy. Pod jeho vedením Vojenský historický ústav rekonstruoval budovu Armádního muzea na Žižkově a vybudoval zde moderní expozice.
Dne 28. října 2019 jej prezident Miloš Zeman jmenoval brigádním generálem.

## Dílo
Aleš Knížek je autorem nebo spoluautorem:

### Výstavy
- Motocykl v armádě, Armádní muzeum Žižkov, Praha, 1996
- stálá expozice Vojenské technické muzeum VHÚ v Lešanech u Týnce nad Sázavou, od r. 1998
- Válečný plakát, Berlín, SRN, 2000
- Závodní motocykly, Národní technické muzeum, Praha, 2001
- ATENTÁT, Operace ANTHROPOID 1941–1942, Armádní muzeum Žižkov, Praha, 2002
- Stálá expozice Československé letectví 1918-1924, Letecké muzeum Kbely, Praha, 2003
- stálá expozice Československé letectví 1925-1938, Letecké muzeum Kbely, Praha, 2004
- Prag, 27. Mai 1942, 10.35 Uhr – Das Heydrich-Attentat, Deutsches Technikmuseum, Berlín, SRN, 2005
- Doteky 2. světové války, Armádní muzeum Žižkov, Praha, 2005
- Evropský odboj, Milán, Itálie, 2005
- Důvěrné Izrael, Armádní muzeum Žižkov, Praha, 2006
- stálá expozice Muzeum 4. brigády rychlého nasazení „Obrany národa“, Žatec, 2006
- stálá expozice Muzeum Výcvikové základny, Vyškov, 2006
- stálá expozice Muzeum Vojenské akademie, Vyškov, 2006
- ATENTÁT, Operácia ANTHROPOID 1941–1942, Slovenské národní muzeum, Bratislava, 2007
- Albrecht z Valdštejna a jeho doba, Senát parlamentu ČR, 2007
- „Beginnings…“ (Czechoslovak help to Israel in 1948–1949, Hertzliya, Izrael, 2008
- Republika, Národní muzeum, Praha, 2008
- Československo a Francie 1914–1945, Musée de L’Armée, Paříž, Francie, 2008
- stálá expozice Druhá světová válka, Letecké muzeum Kbely, Praha, 2009
- stálá expozice Křižovatky české a československé státnosti, Národní muzeum, Praha, 2009
- stálá expozice Památník Hrabyně, Hrabyně, 2009
- Od Mnichova k protektorátu, Senát Parlamentu ČR, Praha, 2009
- Zlatá? šedesátá Vzpomínky a realita, Národní muzeum, Praha, 2010
- stálá expozice Národní památník hrdinů Heydrichiády v Resslově ulici, Praha, 2010
- Válečný plakát, Nikósie, Kypr, Národní galerie Jordánského království, Ammán, 2010
- Technika 20. století ve sbírkách VHÚ Praha, Národní technické muzeum, Praha, 2011
- Pod křídly Sokola, Armádní muzeum Žižkov, Praha, 2012
- The death of the architect of the holocaust, Jeruzalém, Tel Aviv, Izrael, 2012
- Atentát na Reinharda Heydricha, Senát parlamentu ČR, Praha, 2012
- The Assassination of Reinhard Heydrich, putovní výstava, USA, 2012
- European forgotten sacrifice, Brusel, Belgie, 2013
- Gešer ad Halom – Most Až sem, Armádní muzeum Žižkov, Praha, 2013
- Operation Israel Confidetial, putovní výstava, USA, 2013
- Osobnosti Prahy 6 v éře první republiky, Písecká brána, Praha, 2013
- V zákopech 1. světové války, Armádní muzeum Žižkov, Praha, 2014
- Tváře odvážných, Pražský hrad, 2014
- Umělci v zákopech 1.světové války, české zastupitelské úřady, 2014
- 2. světová válka objektivem českých fotografů, Pražský hrad, 2015
- V ulicích Protektorátu Böhmen und Mähren, Armádní muzeum Žižkov, 2015
- stálá expozice v rodném domě Jana Kubiše, Dolní Vilémovice, 2015[1]

### Publikace
- KOŘÁN, František; KNÍŽEK, Aleš; BURIAN, Michal. GAZ-67 in detail. Praha: RAK, 1999.
- KOŘÁN, František; KNÍŽEK, Aleš; BURIAN, Michal. Zündapp KS 750 in detail. Praha: RAK, 2000.
- KOŘÁN, František; KNÍŽEK, Aleš; BURIAN, Michal. URAL-375/4320 in detail. Praha: RAK, 2000.
- KOŘÁN, František; KNÍŽEK, Aleš; BURIAN, Michal. GAZ-66 Variants in detail. Praha: RAK, 2001.
- KOŘÁN, František; KNÍŽEK, Aleš; BURIAN, Michal. Army Technical Museum at Lesany in detail. Praha: RAK, 2002.
- STEHLÍK, Eduard; KNÍŽEK, Aleš; BURIAN, Michal; RAJLICH, Jiří. ATENTÁT – Operace ANTHROPOID 1941–1942. Praha: AVIS, 2002.
- STEHLÍK, Eduard; KNÍŽEK, Aleš; BURIAN, Michal; RAJLICH, Jiří. ASSASSINATION – Operation ANTHROPOID 1941–1942. Praha: AVIS, 2002.[1]